# Nyctemera fasciata
Nyctemera fasciata là một loài bướm đêm thuộc phân họ Arctiinae, họ Erebidae.